# Étienne Dantoine
Étienne Dantoine (oder «d'Antoine») (* 20. Februar 1737 in Marseille; † 23. März 1809 in Marseille) war ein französischer Bildhauer.

## Biografie
Étienne Dantoine wurde in Marseille geboren, wo er Unterricht im Zeichnen und im Modellieren an der Académie de Peinture nahm und eine Lehre bei einem Keramiker machte. Während eines Aufenthalts in Rom 1766 bis 1768, wo er den Rompreis erhielt, schuf er eine Büste für den Kardinal François-Joachim de Pierre de Bernis und eine Statue des Architekten Luigi Vanvitelli. Nach der Rückkehr über die Alpen konnte er 1774 in Carpentras das Grabmal für den Bischof Joseph-Dominique d’Inguimbert im Krankenhaus Hôtel-Dieu de Carpentras, das der Bischof errichtet hatte, ausführen. Im gleichen Jahr sandte er der Académie royale de Peinture, Sculpture et Architecture de Toulouse das Modell zu einer Plutoskulptur.
In der Stadt Montpellier führte er von 1773 bis 1776 die Figurengruppe für den monumentalen, allerdings erst 1797 installierten Brunnen Fontaine des Trois Grâces aus, wofür er von der Stadt nach einem Prozess statt einem Honorar eine jährliche Rente zugesprochen erhielt. Zur Weiterbildung begab er sich nach Paris. Dort verheiratete er sich, doch seine Ehefrau starb kurz nach der Rückreise nach Marseille.
An den Kunstausstellungen von Marseille in den Jahren VIII der Revolution (1800) und XI (1803) erregten seine Skulpturen großes Aufsehen. Seine Terrakottaarbeiten zeigten unter anderem eine Weltkugel, auf der die allegorischen Figuren der Justitia, der Weisheit und der Klugheit standen, oder die Personifikationen des Atlantik und des Mittelmeers, verbunden durch den Languedoc-Kanal.
1806 lieferte Étienne Dantoine ein Denkmal für den im Jahr 1800 bei Marengo umgekommenen General Louis Charles Antoine Desaix mit einer Marmorurne auf einer Granitsäule. Dieses Monument stand im Stadtgarten Jardin Pierre Puget in Marseille.
1799 wurde Dantoine in die Académie de Marseille aufgenommen. Nach seinem Tod verfasste Simon-Célestin Croze-Magnan eine Lebensbeschreibung des Künstlers und des im gleichen Jahr verstorbenen Malers Giry.

## Werke in öffentlichen Sammlungen
- Pluto, 1772, Terrakotta, Musée des Augustins, Toulouse
- Agrippina, 1772, Museum Calvet, Avignon
- Grabmal Joseph-Dominique d'Inguimbert, 1774, Hôtel-Dieu, Carpentras[4][5]
- Berufung der Vestalin, Terrakottarelief, Musée des Beaux-Arts,  Marseille
- Charitenbrunnen (Fontaine des Trois Graces), 1776, Place de la Comédie in Montpellier (Originalskulptur seit 1989 in der Oper von Montpellier, auf dem Brunnen durch Kopie ersetzt)[2]
- Brunnen der Einhörner (Fontaine des Licornes), 1776, Place de La Canourgue in Montpellier
- Monument Pierre Puget, 1801, an der Kreuzung der Rue de Rome mit der Rue de La Palud in Marseille[6]
- Homer-Denkmal, 1803, historische Säule aus der Krypta des Klosters Saint-Victor mit einer Büste von Homer, an der Kreuzung der Rue Moustier mit der Rue d'Aubagne in Marseille
- Denkmal Louis Charles Antoine Desaix, 1806, Musée Borély, Marseille

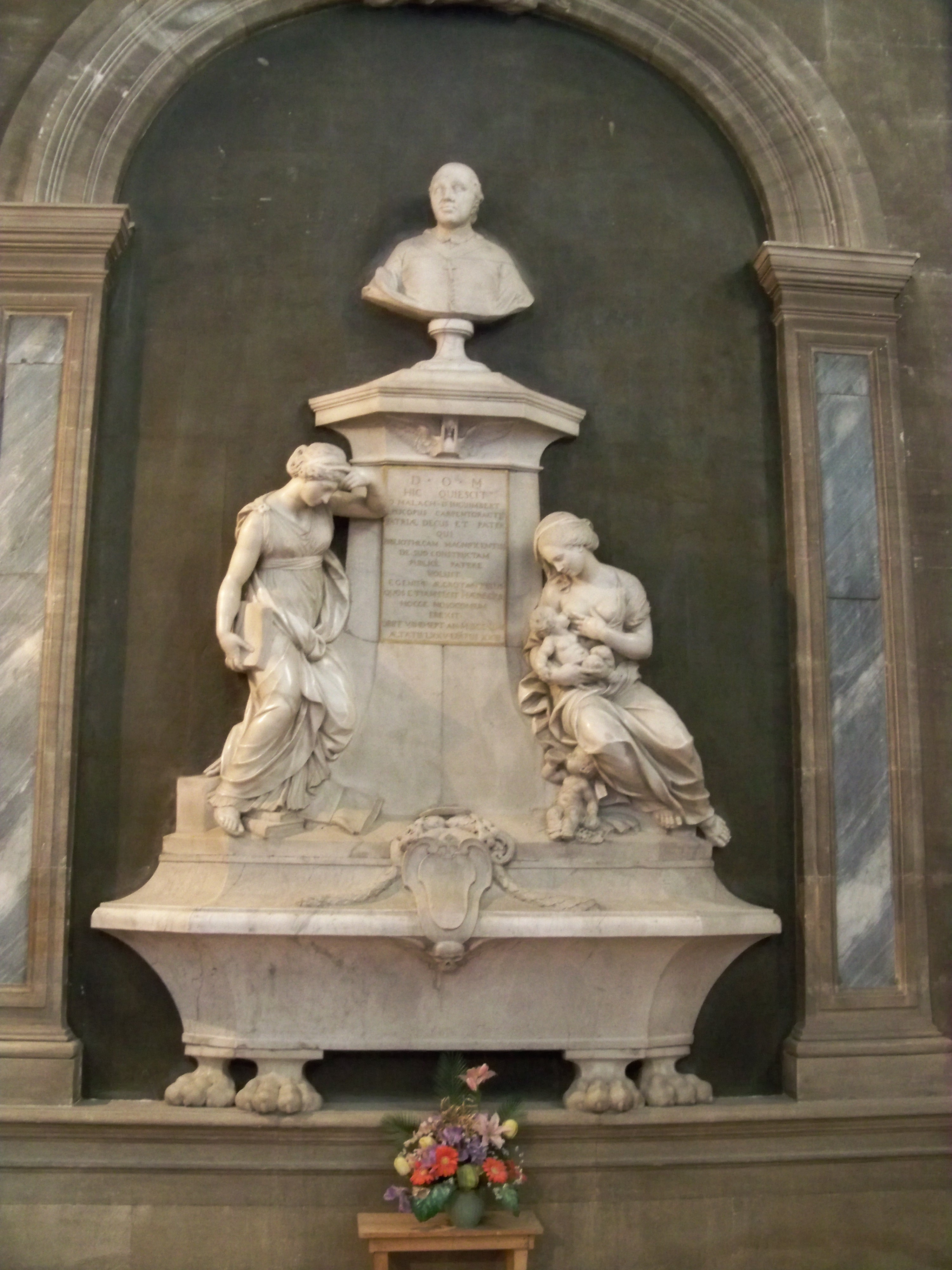
Grabmal für Joseph-Dominique d'Inguimbert, Carpentras
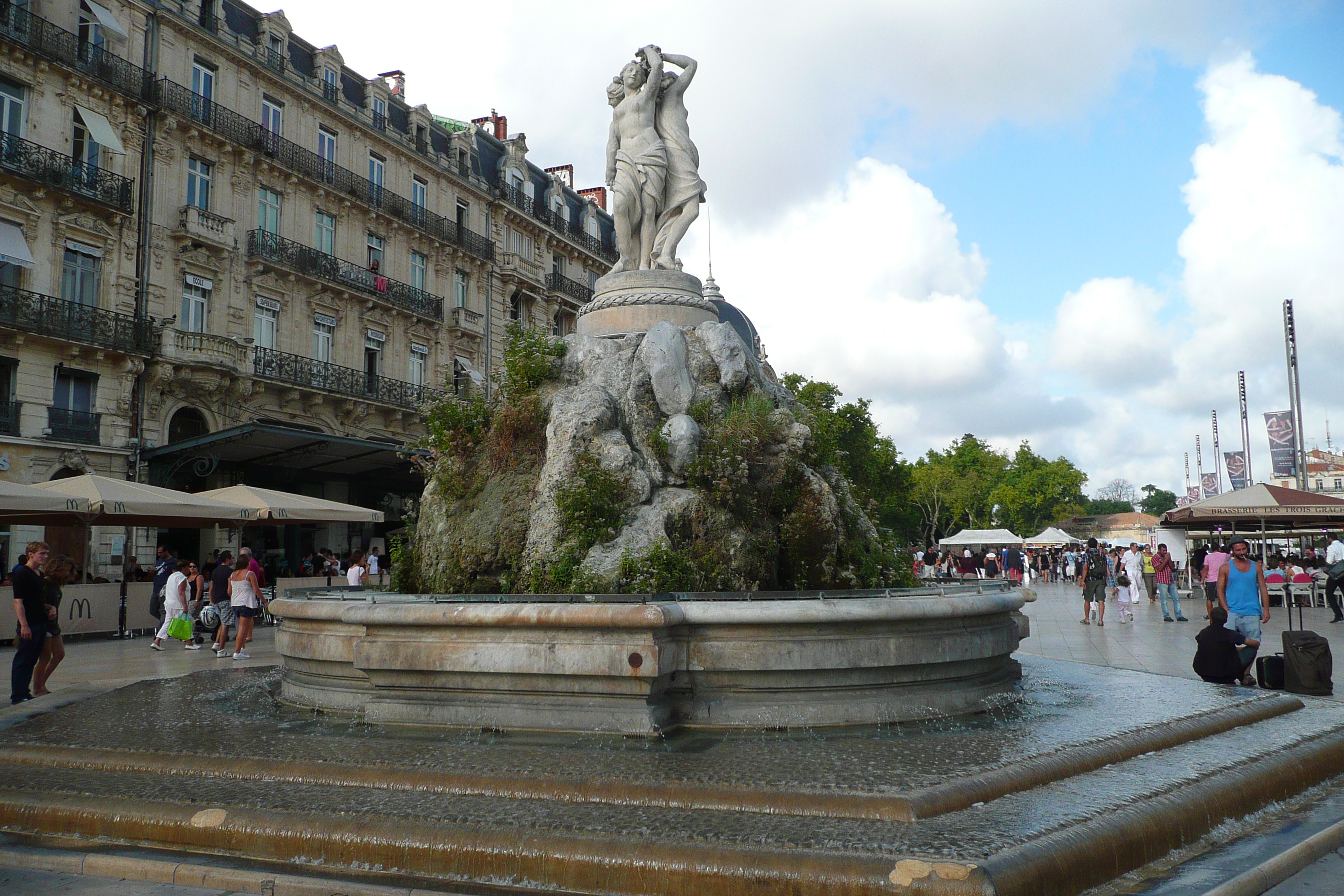
Charitenbrunnen, Montpellier
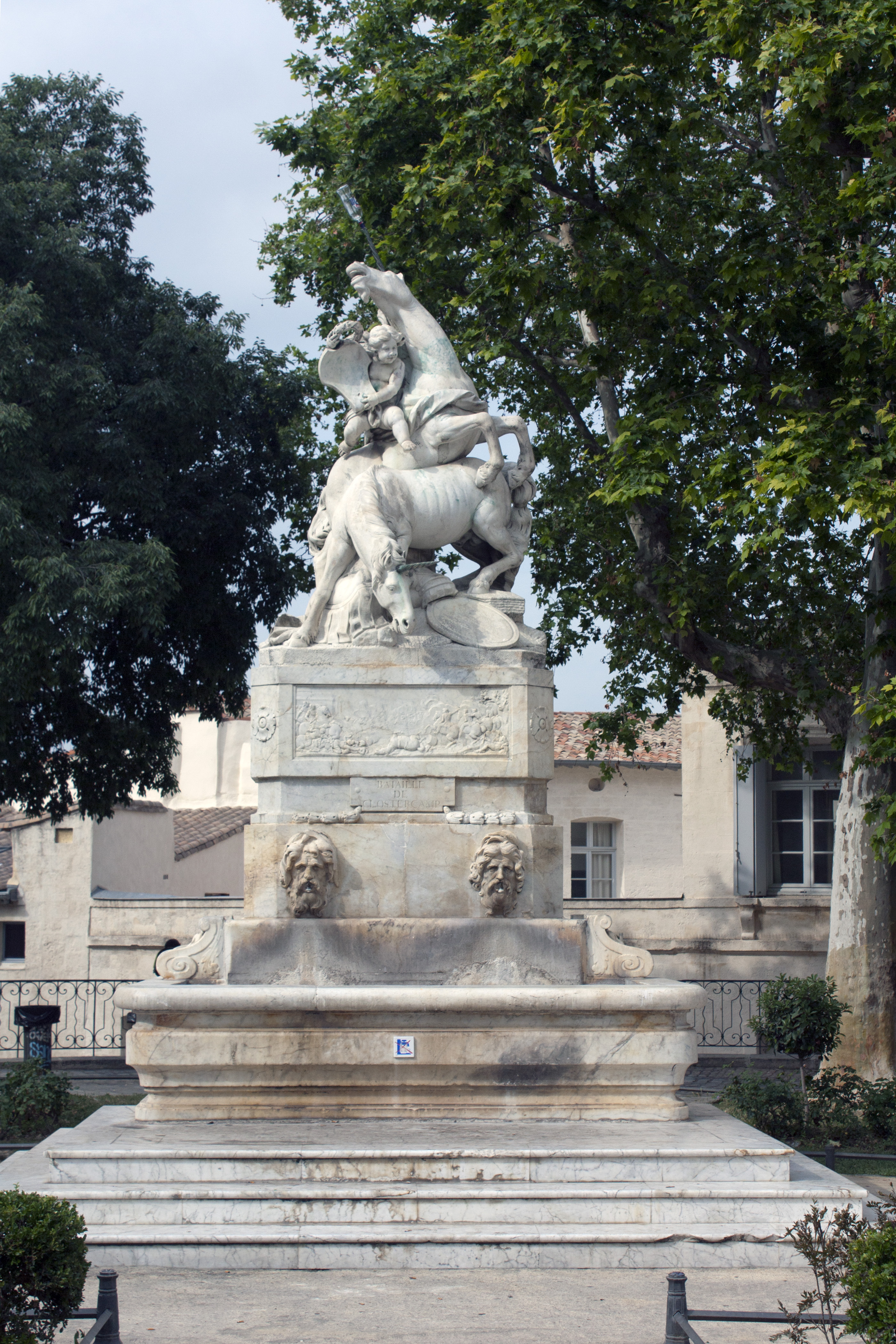
Brunnen der Einhörner, Montpellier

## Bibliografie
- Paul Masson (u. a.): Encyclopédie départementale des Bouches-du-Rhône. Marseille, 17 Bde. 1913–1937, Bd. 4, S. 159 und Bd. 6, S. 388–389.
- Étienne-Antoine Parrocel: Annales de la peinture. 1862, S. 412.
- André Alauzen, Laurent Noet (u. a.): Dictionnaire des peintres et sculpteurs de Provence-Alpes-Côte d'Azur. Marseille 2006.
- Elisabeth Mognetti (u. a.): Fontaines de Marseille. Guide historique. Marseille 2014.